# Mistrzostwa Świata Juniorów w Biathlonie 2020
Mistrzostwa Świata Juniorów w Biathlonie 2020 – zawody sportowe w biathlonie, które odbyły się w dniach 24 stycznia – 2 lutego 2020 w szwajcarskiej miejscowości Lenzerheide. Podczas mistrzostw rozegranych zostało osiem konkurencji wśród juniorów oraz osiem wśród juniorów młodszych.

## Juniorzy
| Konkurencja                | Data        | Godzina   | Złoto                                                                                 | Srebro                                                                                      | Brąz                                                                                      | Źr. |
| -------------------------- | ----------- | --------- | ------------------------------------------------------------------------------------- | ------------------------------------------------------------------------------------------- | ----------------------------------------------------------------------------------------- | --- |
| Bieg indywidualny kobiet   | 27 stycznia | 14:00 CET | Anastasija Chalullina                                                                 | Milena Todorowa                                                                             | Amy Baserga                                                                               |     |
| Bieg indywidualny mężczyzn | 27 stycznia | 11:00 CET | Max Barchewitz                                                                        | Vebjørn Sørum                                                                               | Sebastian Stalder                                                                         |     |
| Sprint kobiet              | 1 lutego    | 14:00 CET | Anastasija Szewczenko                                                                 | Åsne Skrede                                                                                 | Milena Todorowa                                                                           |     |
| Sprint mężczyzn            | 1 lutego    | 11:00 CET | Vebjørn Sørum                                                                         | Jakub Štvrtecký                                                                             | Dzmitryj Łazouski                                                                         |     |
| Bieg pościgowy kobiet      | 2 lutego    | 15:20 CET | Anastasija Szewczenko                                                                 | Åsne Skrede                                                                                 | Milena Todorowa                                                                           |     |
| Bieg pościgowy mężczyzn    | 2 lutego    | 14:15 CET | Danilo Riethmüller                                                                    | Said Karimulla Chalili                                                                      | Alex Cisar                                                                                |     |
| Sztafeta kobiet            | 29 stycznia | 14:00 CET | Francja Camille Bened · Laura Boucaud · Lou Anne Chevat · Paula Botet                 | Rosja Anastasija Chalullina · Anastasija Goriejewa · Alina Kudisowa · Anastasija Szewczenko | Norwegia Åsne Skrede · Mari Wetterhus · Marthe Kråkstad Johansen · Juni Arnekleiv         |     |
| Sztafeta mężczyzn          | 29 stycznia | 11:00 CET | Rosja Kiriłł Bażin · Daniił Sierochwostow · Wadim Istamgułow · Said Karimulla Chalili | Niemcy Max Barchewitz · Tim Grotian · Julian Hollandt · Danilo Riethmüller                  | Francja Thomas Briffaz · Guillaume Desmus · Martin Bourgeois République · Sébastien Mahon |     |

## Juniorzy młodsi
| Konkurencja                 | Data        | Godzina   | Złoto                                                            | Srebro                                                        | Brąz                                                       | Źr. |
| --------------------------- | ----------- | --------- | ---------------------------------------------------------------- | ------------------------------------------------------------- | ---------------------------------------------------------- | --- |
| Bieg indywidualny dziewcząt | 26 stycznia | 14:00 CET | Lea Meier                                                        | Rebecca Passler                                               | Anna Gandler                                               |     |
| Bieg indywidualny chłopców  | 26 stycznia | 11:00 CET | Martin Nevland                                                   | Damien Levet                                                  | Éric Perrot                                                |     |
| Sprint dziewcząt            | 31 stycznia | 14:00 CET | Linda Zingerle                                                   | Lubow Kalinina                                                | Océane Michelon                                            |     |
| Sprint chłopców             | 31 stycznia | 11:00 CET | Aleksiej Kowalow                                                 | Ondřej Mánek                                                  | Maxime Germain                                             |     |
| Bieg pościgowy dziewcząt    | 2 lutego    | 12:00 CET | Anna Gandler                                                     | Camille Coupé                                                 | Linda Zingerle                                             |     |
| Bieg pościgowy chłopców     | 2 lutego    | 11:00 CET | Martin Nevland                                                   | Ondřej Mánek                                                  | Lovro Planko                                               |     |
| Sztafeta dziewcząt          | 28 stycznia | 14:00 CET | Norwegia Tuva Aas Stræte · Frida Dokken · Maren Bakken           | Włochy Hannah Auchentaller · Linda Zingerle · Rebecca Passler | Niemcy Emilie Behringer · Johanna Puff · Selina Kastl      |     |
| Sztafeta chłopców           | 28 stycznia | 11:00 CET | Norwegia Martin Uldal · Morten Tørnblad Sameien · Martin Nevland | Czechy Ondřej Mánek · Josef Kabrda · Jonáš Mareček            | Rosja Aleksiej Zubariew · Oleg Domiczek · Aleksiej Kowalow |     |